# Cinema in Oekraïne

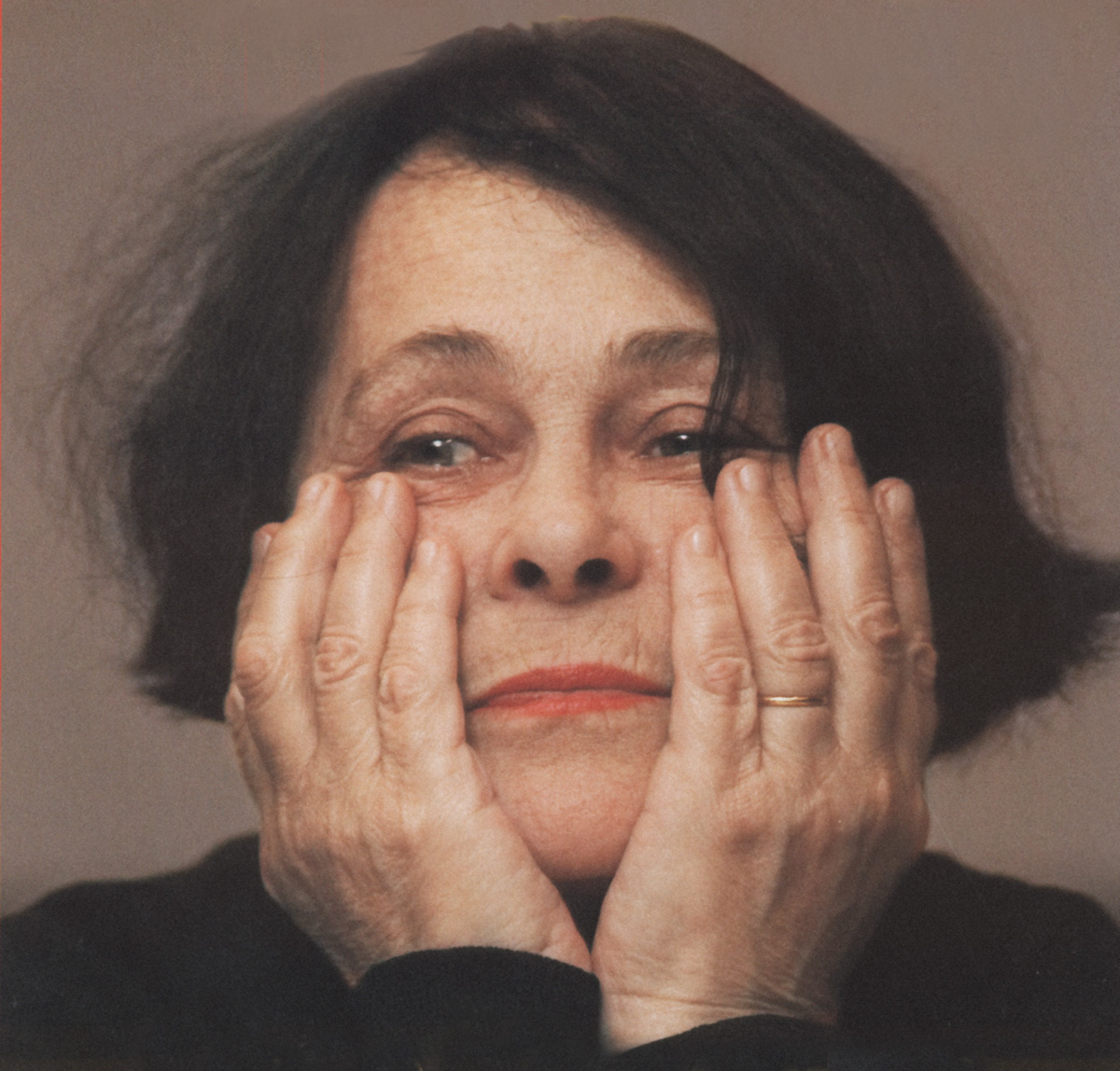
Regisseur Kira Muratova

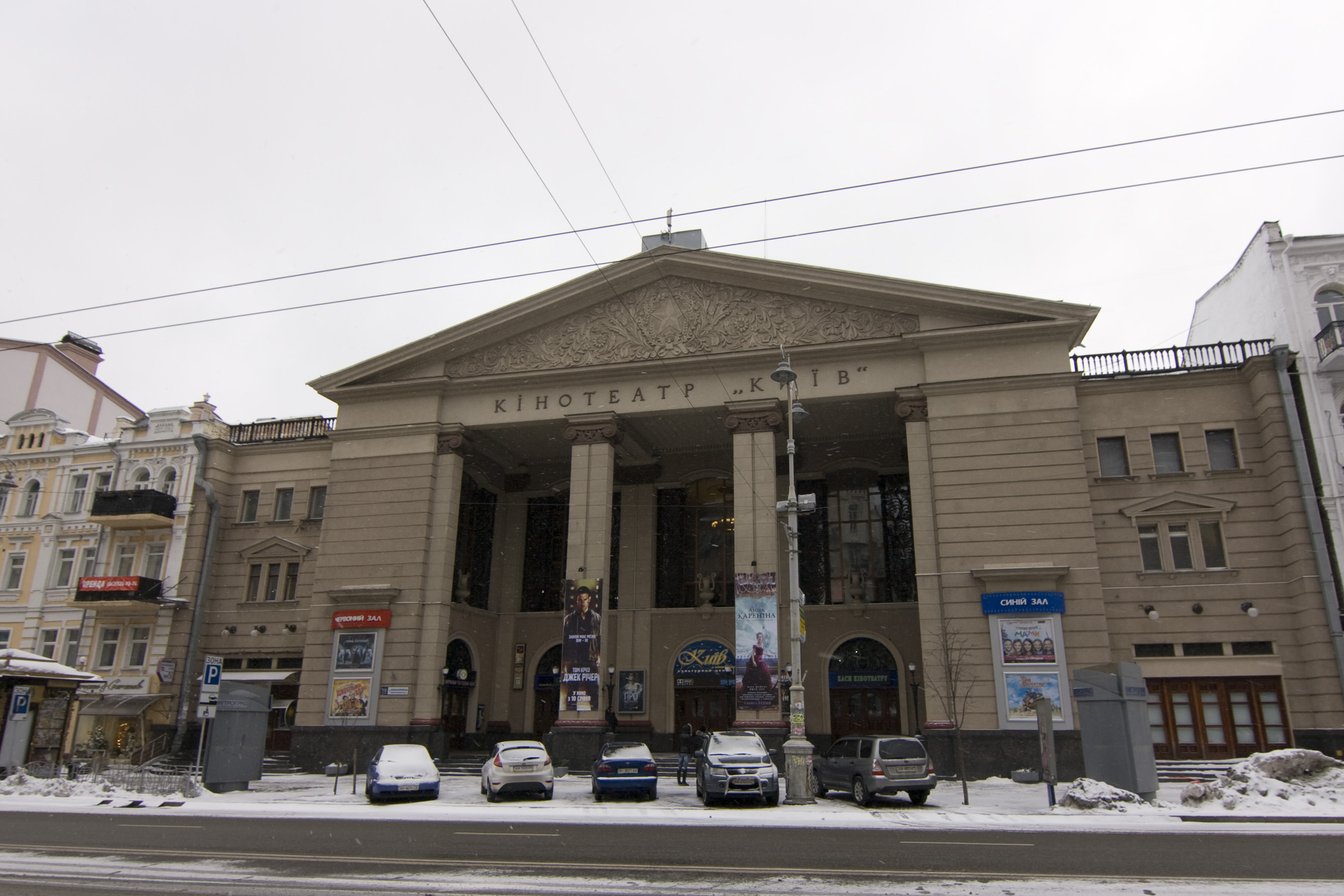
Bioscoop in Kiev

Cinema in Oekraïne omvat de kunst van film en creatieve cinema, gemaakt in Oekraïne of door Oekraïense filmmakers in het buitenland.
Prominente Oekraïense regisseurs zijn onder meer Oleksandr Dovzhenko, Dziga Vertov en Serhiy Paradzhanov. Dovzhenko wordt vaak genoemd als een van de belangrijkste vroege Sovjet-filmmakers en als pionier van de "Sovjet Montage Theorie" en als oprichter van Dovzhenko-filmstudio's. In 1927 verhuisde Dziga Vertov van Moskou naar Oekraïne. Bij filmstudio VUFKU maakte hij verschillende avant-garde documentaires, waaronder Odinnadtsatyy (The Eleventh Year) uit 1927, Ljoedyna z kinoaparatom (De man met de camera) uit 1929 en de eerste Oekraïense alsmede Sovjet- documentaire met geluid; Entuziazm, Simfoniya Donbassa (Enthusiasm, Symphony of the Donbass) uit 1930. Paradzhanov was een Armeense filmregisseur en kunstenaar die een belangrijke bijdrage leverde aan de Oekraïense, Armeense en Georgische cinema; hij vond zijn eigen filmische stijl uit, "Oekraïense poëtische cinema", die totaal niet in overeenstemming was met de leidende principes van Socialistisch realisme.
Acteurs van Oekraïense afkomst die internationale faam en succes genieten, zijn onder andere Vira Kholodna, Bohdan Stupka, Sergei Makovetsky, Mike Mazurki, Natalie Wood, Danny Kaye, Jack Palance, Milla Jovovich, Olga Kurylenko en Mila Kunis.
Ondanks de vele succesvolle producties, wordt er vaak gedebatteerd over de eigen identiteit en de invloed van Rusland en Europa op Oekraïense Cinema. Oekraïense producenten zijn actief in internationale coproducties, terwijl Oekraïense acteurs, regisseurs en crew regelmatig te zien zijn in Russische (voorheen Sovjet-) films. Succesvolle films die gebaseerd zijn op Oekraïense mensen, verhalen of gebeurtenissen zijn onder meer Pantserkruiser Potjomkin, De man met de camera en Everything Is Illuminated.
Het Oekraïense Staats Film Agentschap (USFA) is eigenaar van het Oleksandr Dovzhenko National centre (also Dovzhenko Centre); een filmdepot, chemische en digitale filmlaboratoria, het filmmuseum, een filmarchief en een mediatheek en neemt deel aan de organisatie van het Odessa International Film Festival. Een ander festival, Molodist in Kiev, is het enige door de FIAPF geaccrediteerde internationale filmfestival dat in Oekraïne wordt gehouden; het competitieprogramma heeft secties voor studentenfilms, eerste korte films en eerste volledige speelfilms van over de hele wereld. Het wordt elk jaar gehouden in de maand oktober.

## Museum
Op het terrein van de filmstudio van Odessa bevindt zich een bioscoopmuseum, waar informatie te vinden is over de algemene  alsmede de Oekraïense geschiedenis van de cinema. De collectie bestaat uit historisch materiaal, van de uitvinding van de cinema, tot het postmoderne, digitale en avant-garde.

### Oekraïense SSR-films op volgorde van ticketverkoop
| Oekraïense titel          | Engelse titel                    | Jaar | Tickets verkocht (miljoenen) |
| ------------------------- | -------------------------------- | ---- | ---------------------------- |
| НП – Надзвичайна пригода  | E.A. — Extraordinary Accident    | 1959 | 47,5                         |
| У бій ідуть лише «старі»  | Only Old Men Are Going to Battle | 1973 | 44,3                         |
| Вдалечінь від батьківщини | Far from the Motherland          | 1960 | 42,0                         |
| Доля Марини               | Marina's Destiny                 | 1954 | 37,9                         |
| Подвиг розвідника         | Secret Agent                     | 1947 | 22,73                        |

## Betrokken overheids- en civiele instanties
De Oekraïense cinema wordt beheerd door het Ministerie van Cultuur van Oekraïne en de Oekraïense Vereniging van Cinematografie.
Het centraal uitvoerende orgaan van de cinematografie in Oekraïne is het Oekraïense Staats Film Agentschap (USFA). Samen met de "Oekraïense Culturele Stichting" is het de grootste investeerder van Oekraïense cinema, sinds 2019 investeert elk van deze instellingen ongeveer 500 miljoen UAH in de Oekraïense filmproductie.

## Filmstudio's

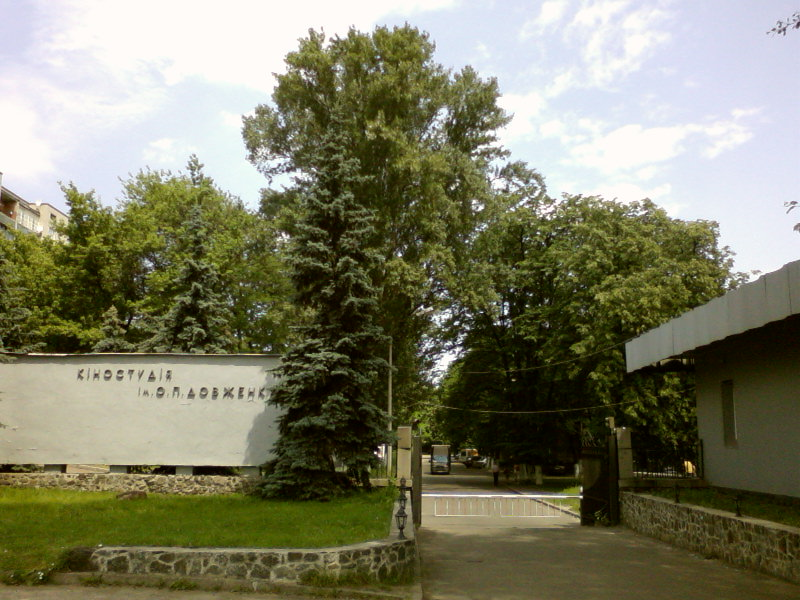
Centrale ingang van de Dovzhenko-filmstudio's

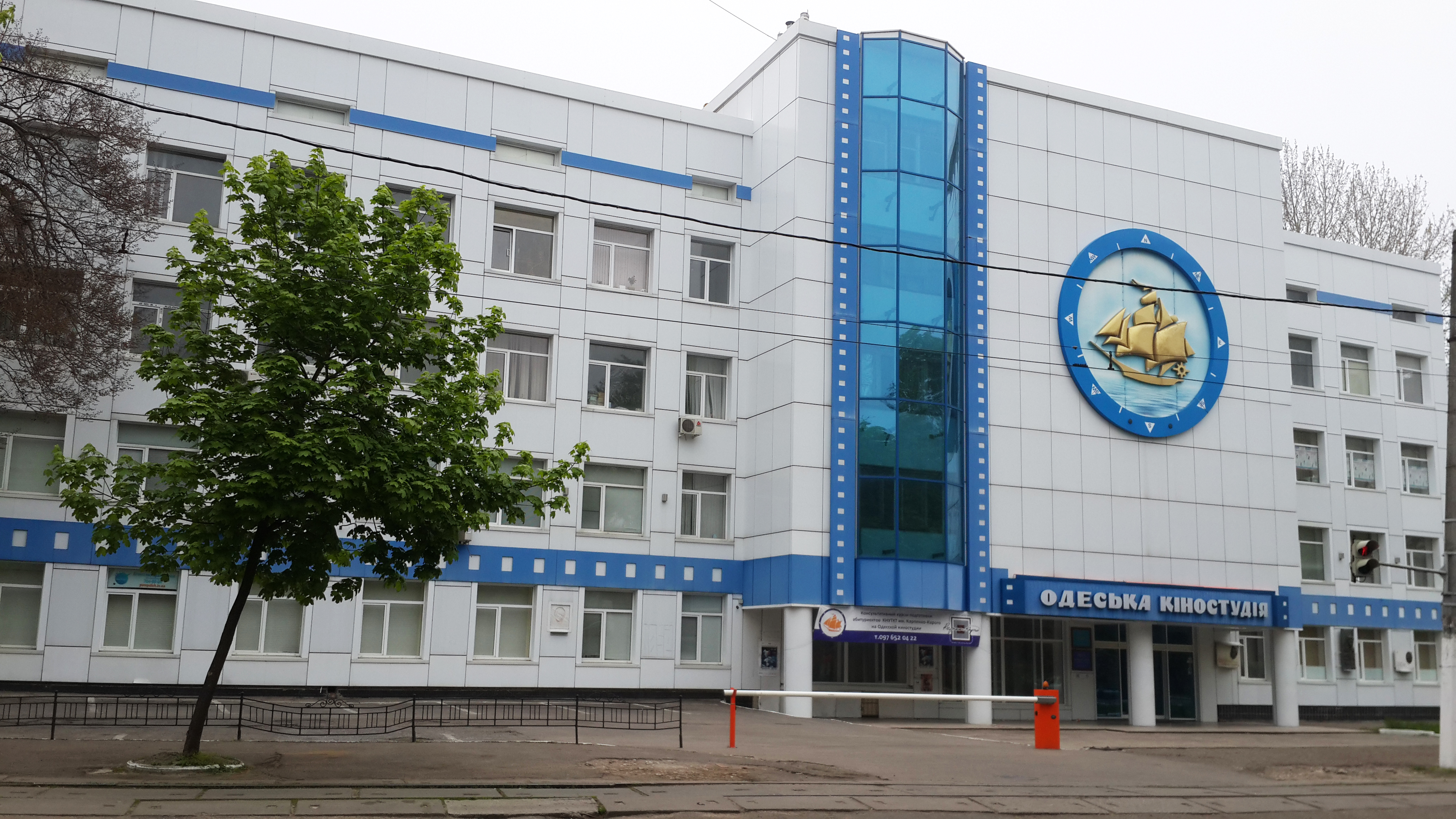
Buitenkant van de Odessa-filmstudio

### Staatseigendom
- Dovzhenko-filmstudio's (Kiev)
- Kievnaukfilm (Kiev)
- Nationale Cinematheque van Oekraïne (voormalig onderdeel van Kyivnaukfilm) (Kiev)
- Odessa Filmstudio (Odessa)
- Ukranimafilm (voormalig onderdeel van Kyivnaukfilm) (Kiev)
- Ukrtelefilm (Kiev)
- Filmstudio Jalta (Jalta)

### Privé-eigendom
- Animagrad (Kiev)
- Filmdienstverlichter
- FILM.UA Distribution (Kiev)
- Verse productie
- Halychyna-Film Film Studio (Lviv)
- Interfilm Productie Studio
- Kinofabryka
- Linked Films
- Odessa Animatie Studio (Odessa)
- Grand Prix van Panama (Kiev)
- Patriot-film
- Pronto Film (Kiev)
- Ster Media
- Jalta-Film Film Studio (Jalta)

## Filmdistributie
B&H Film Distribution Company is een grote Oekraïense filmdistributeur; het is de lokale distributeur van films van Walt Disney Pictures, Universal Pictures, Paramount Pictures en Sony Pictures Entertainment (Columbia Pictures).
Oekraïense filmdistributie (voorheen Gemini Oekraïne) is de lokale distributeur van films van 20th Century Fox (Fox Searchlight Pictures en Blue Sky Studios). 
VLG.FILM (voorheen Volga Oekraïne) is de lokale distributeur van films van Miramax, StudioCanal, STX Entertainment, A24, Lionsgate, Focus Features International, EuropaCorp, Pathé Exchange, Kinology, Affinity Equity Partners, Exclusive Media Group, TF1 en anderen.
Kinomania is de lokale distributeur van films van Warner Brothers (New Line Cinema). 
Korte films, festivalwinnaars en Arthouse films worden veelal gedistribueerd door Arthouse traffic.
Het nieuwste website-databasesysteem voor artiesten is de Ukrainian Film Industry Foundation.

## Festivals

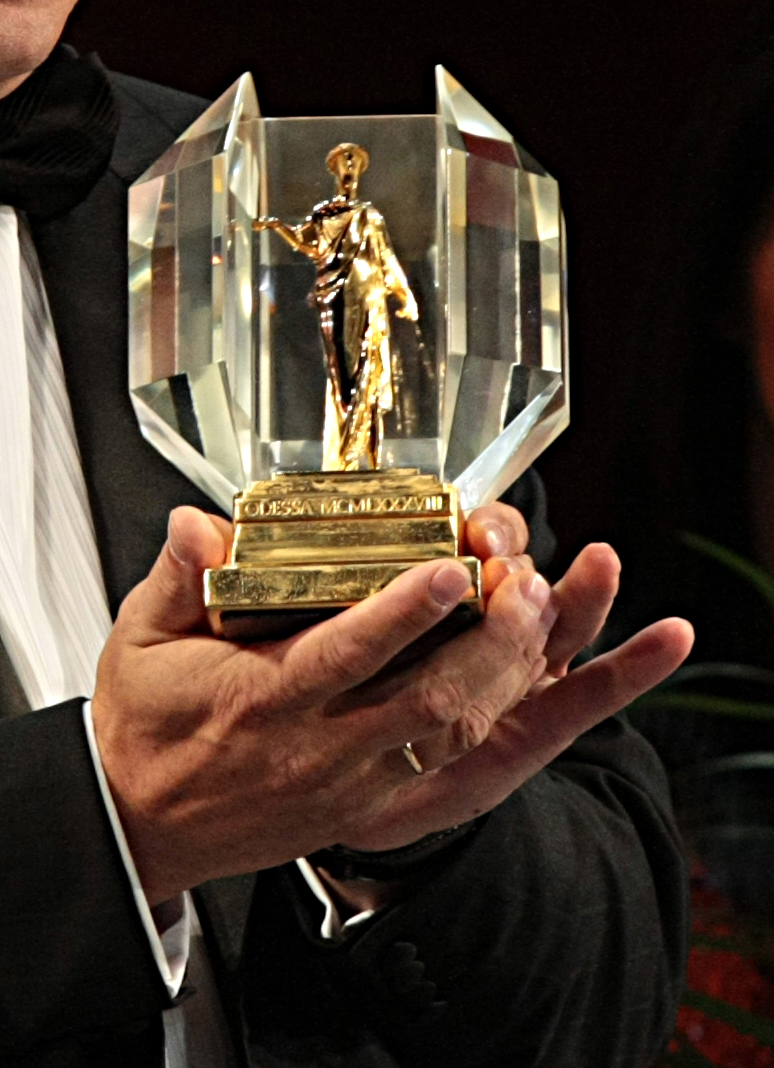
De Grand Prix van het internationale filmfestival van Odessa

- Molodist,[5] gehouden in Kiev (1970-)
- Kiev International Film Festival (KIFF),[6] gehouden in Kiev (2009-)
- Kiev International Short Film Festival (KISFF),[7] gehouden in Kiev (2012-)
- Kinolev, gehouden in Lviv (2006-)
- Odessa International Film Festival,[8] gehouden in Odessa (2010-)
- KROK International Animated Films Festival,[9] georganiseerd door de Oekraïense Vereniging van Cinematographers, gehouden in Oekraïne en Rusland (1987)
- Pokrov, internationaal festival van christelijk-orthodoxe cinema, gehouden in Kiev (2003-)
- Vidkryta Nich (Open Night), festival van Oekraïense debuterende korte films, gehouden in Kiev (1997-)
- Kharkov Siren Film Festival,[10] internationaal festival van korte speelfilms, gehouden in Charkov (2008-)
- Wiz-Art, Internationaal Korte filmfestival, gehouden in Lviv (2008-)
- VAU-Fest,[11] Internationaal festival voor videokunst en korte films, gehouden in de stad Ukrainka in de oblast Kiev (2010-)
- Kinofront, festival van Oekraïense Z en indiefilms (2008-)
- Docudays UA, internationaal documentaire filmfestival over mensenrechten, gehouden in Kiev met een rondreizend programma door Oekraïne (2003-)
- Contact, internationaal documentaire filmfestival, gehouden in Kiev (2005-2007)
- Berdiansk International Film Festival "Golden Brigantine", [12] filmfestival gemaakt in het Gemenebest van Onafhankelijke Staten en de Baltische staten, gehouden in de stad Berdjansk (2011)
- Irpin Film Festival,[13] internationaal niet-commercieel festival van alternatieve cinema, gehouden in de stad Irpin (2003)
- Golden Pektorale, International Truskavets Film Festival, gehouden in de stad Truskavets
- Kroon van de Karpaten,[14] Een ander internationaal Truskavets-filmfestival, gehouden in de stad Truskavets
- Mute Nights, Odessa, Internationaal festival voor de stomme film dat in de derde week van juni in Odessa wordt gehouden.
- Kino-Yalta, festival van filmproducenten (2003) georganiseerd samen met de Russische regering
- Stozhary,[15] gehouden in Kiev (1995-2005)
- Sebastopol International Film Festival, gehouden in Sebastopol, de Krim (2005-2009, 2011)

## Onderscheidingen

### Recente onderscheidingen

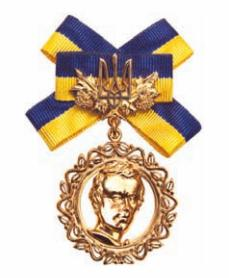
De Shevchenko Nationale Prijs voor uitvoerende kunsten

- Nationale prijs Shevchenko, voor uitvoerende kunsten
- Dovzhenko Staatsprijs van Oekraïne
- Scythian Deer, de hoofdprijs van het International Student Cinematography Festival Molodist
- Golden Dzyga (Oekraïense Film Academy Awards), de hoofdprijs van het Odessa International Film Festival (OIFF)[16]
- Sunny bunny van het internationale studentenfilmfestival Molodist
- Ukrainian panorama van het internationale studentenfilmfestival Molodist

In 1987 won de Oekraïense ingenieur en animator Eugene Mamut samen met drie collega's de Oscar (Scientific and Engineering Award) voor het ontwerp en de ontwikkeling van de RGA / Oxberry Compu-Quad Special Effects Optical Printer voor de film "Predator".
In 2006 ontving de Oekraïense ingenieur en uitvinder Anatoliy Kokush twee Oscars voor het concept en de ontwikkeling van de Oekraïense Arm gyro-gestabiliseerde camerakraan en de Flight Head.

### Eerdere onderscheidingen
- Lenin Komsomol-prijs van de Oekraïense SSR

## Opmerkelijke films
- 1910 Шемелько-денщик або Хохол наплутав / Shemelko-Denshchyk, directed by Oleksandr Ostroukhov-Arbo
- 1912 Запорізька січ / Zaporizhian Sich, directed by Danylo Sakhnenko
- 1912 Любов Андрія / Andriy's Love, directed by Danylo Sakhnenko
- 1913 Полтава / Poltava, directed by Danylo Sakhnenko
- 1926 Ягідка кохання / Love's Berries, directed by Oleksandr Dovzhenko (Stomme film)
- 1926 Тарас Шевченко/ Taras Shevchenko, directed by Pyotr Chardynin
- 1926 Тарас Трясило / Taras Triasylo, directed by Pyotr Chardynin
- 1928 Арсенал / Arsenal, directed by Oleksandr Dovzhenko (Stomme film)
- 1928 Звенигора / Zvenyhora, directed by Oleksandr Dovzhenko (Stomme film)
- 1928 Шкурник / Leather-man, directed by Mykola Shpykovsky (Stomme film)
- 1928 Одинадцятий /The Eleventh Year, directed by Dziga Vertov (Documentaire)
- 1929 Людина з кіноапаратом / De man met de camera, directed by Dziga Vertov (Documentaire)
- 1930 Ентузіазм (Симфонія Донбасу)/ Enthusiasm, directed by Dziga Vertov (eerste Oekraïense documentaire met geluid)
- 1930 Земля / Earth, directed by Oleksandr Dovzhenko (Stomme film)
- 1932 Іван / Ivan, directed by Oleksandr Dovzhenko (Stomme film)
- 1932 Коліївщина / Koliyivshchyna, directed by Ivan Kavaleridze
- 1935 Аероград / Aerograd, directed by Oleksandr Dovzhenko (sci-fi)
- 1936 Наталка Полтавка / Natalka Poltavka, directed by Ivan Kavaleridze
- 1939 Щорс / Shchors, directed by Oleksandr Dovzhenko (Documentaire)
- 1941 Богдан Хмельницький / Bohdan Khmelnytsky, directed by Ihor Savchenko
- 1943 Битва за нашу Радянську Україну / Battle for Soviet Ukraine, directed by Oleksandr Dovzhenko
- 1947 Подвиг розвідника / Secret Agent, directed by Borys Barnet
- 1951 Тарас Шевченко / Taras Shevchenko, directed by Ihor Savchenko
- 1952 В степах України / In the Steppes of Ukraine, directed by Tymofiy Levchuk
- 1952 Украдене щастя / Stolen Happiness, directed by Hnat Yura (by the drama of Ivan Franko)
- 1953 Мартин Боруля / Martyn Borulia, directed by Oleksiy Shvachko
- 1955 Іван Франко / Ivan Franko, directed by Tymofiy Levchuk
- 1959 Григорій Сковорода / Hryhoriy Shovoroda, directed by Ivan Kavaleridze
- 1960 Наталія Ужвій / Nataliya Uzhviy, directed by Serhiy Paradzhanov
- 1961 За двома зайцями / Chasing Two Hares, directed by Viktor Ivanov (naar het toneelstuk van Mykhailo Starytsky)
- 1962 Квітка на камені (Ніхто так не кохав) / Flower on the Stone, directed by Serhiy Paradzhanov
- 1963 Королева бензоколонки / Queen of the Gas Station, directed by Mykola Litus and Oleksiy Mishurin
- 1964 Тіні забутих предків / Shadows of Forgotten Ancestors, directed by Serhiy Paradzhanov
- 1964 Сон / The Dream, directed by Volodymyr Denysenko
- 1965 Гадюка / The Viper, directed by Viktor Ivchenko
- 1965 Криниця для спраглих / Well for thirsty, directed by Yuriy Illienko
- 1966 Соловей із села Маршинці / Nightingale from the Village of Marshyntsi, directed by Rostyslav Synko (musical feat. Sofia Rotaru)
- 1967 Київські мелодії / Kyiv Melodies, directed by Ihor Samborskyi
- 1968 Анничка / Annychka, directed by Borys Ivchenko
- 1968 Камінний хрест / Stone cross, directed by Leonid Osyka (by the novels of Vasyl Stefanyk)
- 1969 Ми з України / We are from Ukraine, directed by Vasyl Illiashenko
- 1970 Білий птах з чорною ознакою / White Bird with Black Mark, directed by Yuriy Illienko
- 1971 Захар Беркут / Zakhar Berkut, directed by Leonid Osyka (by the story of Ivan Franko)
- 1971 Червона рута / Chervona Ruta, directed by Roman Oleksiv (musical featuring Sofia Rotaru and Vasyl Zinkevych)
- 1972 Пропала Грамота / The Lost Letter, directed by Borys Ivchenko
- 1973 У бій ідуть лише «старі» / Only Old Men are Going to Battle, directed by Leonid Bykov
- 1974 Марина / Maryna, directed by Borys Ivchenko
- 1975 Пісня завжди з нами / Song is Always with Us, directed by Viktor Storozhenko (musical featuring Sofia Rotaru)
- 1976 Ати-бати, йшли солдати... / Aty-baty, Soldiers were Going..., directed by Leonid Bykov
- 1976 Тривожний місяць вересень / The Troubled Month of Veresen, directed by Leonid Osyka
- 1977 Весь світ в очах твоїх... / All the World is in Your Eyes, directed by Stanislav Klymenko
- 1978 Море / Sea, directed by Leonid Osyka
- 1979 Дударики / Dudaryky, directed by Stanislav Klymenko
- 1979 Вавілон XX / Babylon XX, directed by Ivan Mykolaichuk
- 1980 Чорна курка, або Підземні жителі / Black Chicken or the Underground Inhabitants, directed by Viktor Hres
- 1981 Така пізня, така тепла осінь / Such Late, Such Warm Autumn, directed by Ivan Mykolaichuk
- 1982 Повернення Баттерфляй / The Return of the Butterfly, directed by Oleh Fialko
- 1983 Колесо історії / Wheel of History, directed by Stanislav Klymenko
- 1983 Вир / Whirlpool, directed by Stanislav Klymenko
- 1984 Украдене щастя / Stolen Happiness, directed by Yuriy Tkachenko (by the drama of Ivan Franko)
- 1985 Вклонись до землі / Earth-reaching Bowing, directed by Leonid Osyka
- 1986 І в звуках пам'ять відгукнеться... / And Memory Will Recall in the Sounds..., directed by Tymofiy Levchuk
- 1987 Данило — князь Галицький / Danylo — Kniaz of Halychyna, directed by Yaroslav Lupiy
- 1988 Чорна Долина / Black Valley, directed by Halyna Horpynchenko
- 1989 Небилиці про Івана / Fables about Ivan, directed by Borys Ivchenko
- 1989 Камінна душа / Stone Soul, directed by Stanislav Klymenko
- 1989 В Далеку Путь / Taking Off, directed by Oles Yanchuk (Korte film)
- 1991 Голод-33 / Famine-33, directed by Oles Yanchuk
- 1991 Чудо в краю забуття / Miracle in the Land of Oblivion, directed by Natalia Motuzko
- 1992 Тарас Шевченко. Заповіт / Taras Shevchenko. Testament, directed by Stanislav Klymenko
- 1993 Гетьманські клейноди / Hetman's Regalia, directed by Leonid Osyka
- 1993 Сад Гетсиманський / Garden of Gethsemane, directed by Rostyslav Synko (by the novel of Ivan Bahriany)
- 1994 Тигролови / Tiger Catchers, directed by Rostyslav Synko (by the novel of Ivan Bahriany)
- 1995 Атентат - осіннє вбивство в Мюнхені / Assassination. An Autumn Murder in Munich, directed by Oles Yanchuk
- 1995 Москаль-чарівник / Moskal-Charivnyk, directed by Mykola Zasieiev-Rudenko
- 1997 Приятель небіжчика / A Friend of the Deceased, directed by Viacheslav Kryshtofovych
- 1998 Тупик / Dead End, directed by Hryhoriy Kokhan
- 1999 Як коваль щастя шукав / How the Blacksmith Looked for Happiness, directed by Radomyr Vasylevsky
- 2000 Нескорений / The Undefeated, directed by Oles Yanchuk
- 2001 Молитва за гетьмана Мазепу / Prayer for Hetman Mazepa, directed by Yuriy Illienko
- 2002 Чорна Рада / Chorna Rada, directed by Mykola Zasieiev-Rudenko
- 2003 Мамай / Mamay, directed by Oles Sanin
- 2004 Водій для Віри / A Driver for Vira, directed by Pavlo Chukhrai
- 2004 Залізна сотня / The Company of Heroes, directed by Oles Yanchuk
- 2004 Украдене щастя / Stolen Happiness, directed by Andriy Donchyk (by the drama of Ivan Franko)
- 2004 Між Гітлером і Сталіном — Україна в II Світовій війні / Between Hitler and Stalin, directed by Sviatoslav Novytsky (Documentaire)
- 2005 День Сьомий. Півтори Години У Стані Громадянської Війни / Day Seven, directed by Oles Sanin (Documentaire)
- 2005 Дрібний Дощ / Drizzle, directed by Heorhiy Deliyev (Korte film)
- 2005 Помаранчеве небо / The Orange Sky, directed by Oleksandr Kiriyenko
- 2006 Собор на крові / Sobor on the Blood, directed by Ihor Kobryn (Documentaire)
- 2006 Музей Степана Бандери У Лондоні / Stepan Bandera Museum In London, directed by Oles Yanchuk (Documentaire)
- 2006 Аврора / Aurora, directed by Oksana Bairak
- 2007 Богдан-Зиновій Хмельницький / Bohdan-Zynoviy Khmelnytskyi, directed by Mykola Mashchenko
- 2008 Сафо. Кохання без меж / Sappho. Love without Limits, directed by Robert Crombie
- 2008 Владика Андрей / Metropolitan Andrey, directed by Oles Yanchuk
- 2008 Ілюзія страху / Illusion of Fear, directed by Oleksandr Kiriyenko
- 2008 Меніни / Las Meninas, directed by Ihor Podolchak
- 2010 Щастя моє / My Joy, directed by Serhiy Loznytsia
- 2011 Вона заплатила життям / She Paid the Ultimate Price, directed by Iryna Korpan (Documentaire)
- 2011 Той, хто пройшов крізь вогонь / Firecrosser, directed by Mykhailo Illienko
- 2011 Легка, як пір'їнка / Feathered Dreams, directed by Andriy Rozhen
- 2012 Деліріум / Delirium, directed by Ihor Podolchak
- 2012 Хайтарма / Haytarma, directed by Akhtem Seitablaiev
- 2013 Параджанов / Paradjanov, directed by Serge Avedikian and Olena Fetisova
- 2013 Брати. Остання сповідь / Brothers. The final confession, directed by Viktoriya Trofimenko
- 2014 Плем'я / The Tribe, directed by Myroslav Slaboshpytskyi
- 2014 Поводир / The Guide, directed by Oles Sanin
- 2014 Майдан / Maidan, directed by Serhiy Loznytsia (Documentaire)
- 2015 Зима у вогні: Боротьба України за свободу / Winter on Fire: Ukraine's Fight for Freedom, directed by Yevhen Afinieievskyi (Documentaire)
- 2015 Незламна / Indestructable, directed by Serhiy Mokrytskyi

### Toponderscheidingen
| Prijs                                             | Categorie         | Film titel                                  | Jaar | Regisseur         |
| ------------------------------------------------- | ----------------- | ------------------------------------------- | ---- | ----------------- |
| Palme d'Oro                                       | Korte film        | Het kruis (cross-country)                   | 2011 | Maryna Vroda      |
| Palme d'Oro                                       | Korte film        | Podorozhni (Wayfarers)                      | 2005 | Ihor Strembitskyi |
| Juryprijs Zilveren Beer op Berlinale              | Korte film        | Ishov tramvai nr. 9 (de tram nr. 9 gaat)    | 2003 | Stepan Koval      |
| Panorama Award van de NYFA in Berlinale           | Korte film        | Tyr (schietgalerij)                         | 2001 | Taras Tomenko     |
| FIPRESCI-prijs                                    | FIPRESCI-prijs    | Lebedyne Ozero - Zona (Zwanenmeer. De zone) | 1990 | Yuriy Illienko    |
| Prijs van de Jeugd op het Filmfestival van Cannes | Buitenlandse film | Lebedyne Ozero - Zona (Zwanenmeer. De zone) | 1990 | Yuriy Illienko    |

### Top Oekraïenstalige films naar IMDb-beoordeling
| Naam                                      | Jaar | Beoordeling | Koppeling |
| ----------------------------------------- | ---- | ----------- | --------- |
| Once Upon a Time in the City on the Stone | 2019 | 9,1         |           |
| The Narrow Bridge                         | 2022 | 8,9         |           |
| Sto tysyach                               | 1958 | 8,6         |           |
| Kapitan Krokus                            | 1991 | 8,6         |           |
| Unbridled                                 | 2021 | 8,4         |           |
| Propala hramota                           | 1972 | 8,4         |           |
| Nikoly ne zabudy                          | 1969 | 8,3         |           |
| Victor_Robot                              | 2020 | 8,2         |           |
| Martyn Borulya                            | 1953 | 8,1         |           |
| Taki krasyvi lyudy                        | 2013 | 8,1         |           |

## Nasynchronisatie van films in het Oekraïens
Nasynchronisatie van films in het Oekraïens verwijst naar het nasynchroniseren van videoproducten (films, tv-series, videogames, enz.) in het Oekraïens.
In 2010 was een derde van alle films in Oekraïne in het Russisch nagesynchroniseerd. In 2019 werd door het Oekraïense parlement een wet aangenomen die ervoor zorgde dat alle films werden nagesynchroniseerd of ondertiteld in de Oekraïense taal. In 2021 bracht Netflix hun eerste speelfilm uit met Oekraïense nasynchronisatie.
Slechts 11% van de Oekraïners is tegen nasynchronisatie van films.

### Oekraïense nasynchronisatie-acteurs
Sinds de oprichting van Oekraïense nasynchronisatie in 2006 waren er veel herkenbare stemacteurs die Oekraïens nasynchroniseerden, waaronder de meest bekende Eugene Maluha (bekend als de stem van de Oekraïense Alfa, uit de gelijknamige cultserie) en Yuri Kovalenko, bekend als Oekraïense Cheesecakes stem in de film Cars(de eerste lange animatiefilm en blockbuster, die in Oekraïense bioscopen vertoond werd met Oekraïense nasynchronisatie).
Oekraïense showbizz sterren zijn actief betrokken bij de nasynchronisatie in het Oekraïens. Een aantal beroemde zangers, waaronder Oleg Skrypka en Ani Lorak, namen deel aan de nasynchronisatie van de animatiefilm Carlson, who lives on the roof. Een aantal beroemdheden werkten aan de tekenfilm Terkel en Khalepa (2004): Potap, Oleg Skrypka, Fagot en Fozzy (TNMK-band), Foma (Mandry-band), Vadim Krasnooky (Mad Heads-band), Katya Chilly, Vitaliy Kozlovsky, Lilu, Vasya Gontarsky ("Vasya Club"), DJ Romeo en Stepan Kazanin (Quarter-95). In de tekenfilm Horton (2008) hoor je de stemmen van showmannen Pavel Shilko (DJ Pasha) en Volodymyr Zelensky (Quarter-95). De stemmen van de hoofdpersonen van de film 13th District: Ultimatum (2009) werden ingesproken door Yevhen Koshov (Quarter-95) en Andrij Chlyvnjoek (solist van de groep "Boombox").

## Acteurs

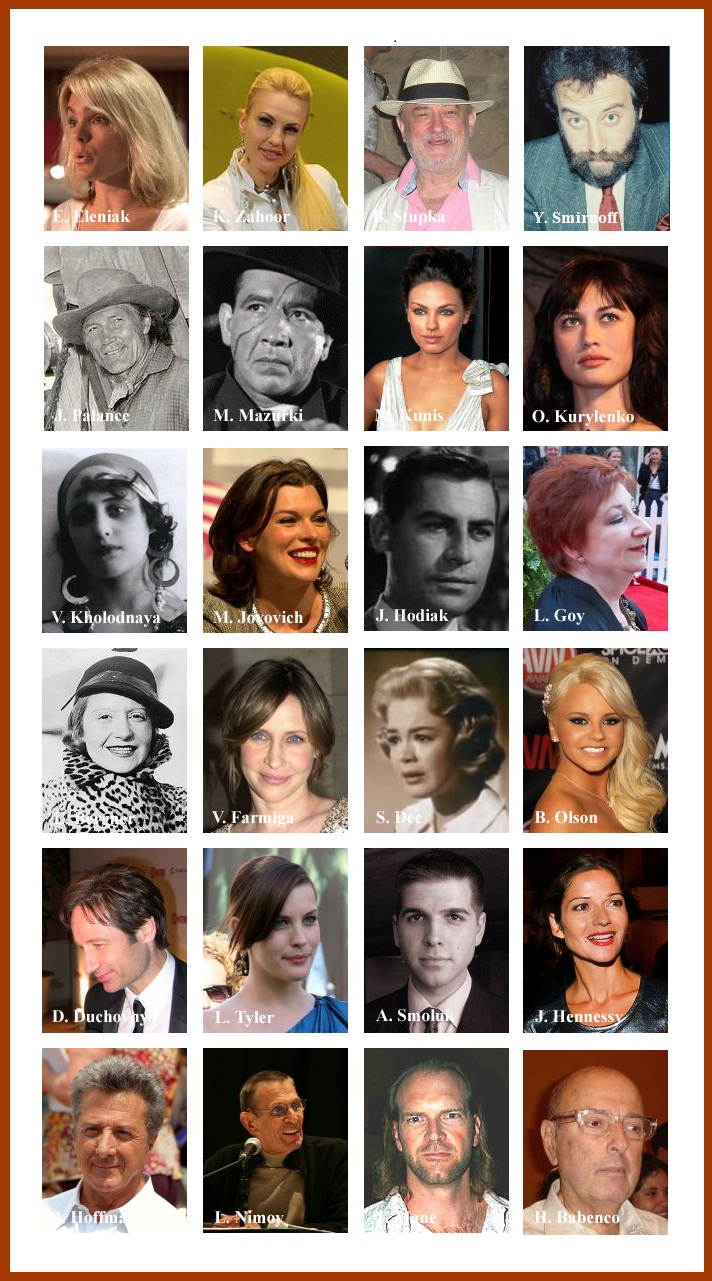
Bekende acteurs en actrices uit of gerelateerd aan Oekraïne

### Oekraïense acteurs
- Bohdan Kozak (27 november 1940)
- Ivan Mykolaichuk (15 juni 1941 - 3 augustus 1987)
- Bohdan Stupka (27 augustus 1941 - 22 juli 2012)
- Rayisa Nedashkivska (17 februari 1943)
- Mykhailo Holubovych (27 november 1940)
- Ivan Havryliuk (25 oktober 1948)
- Serhiy Romaniuk (21 juli 1953)
- Bohdan Beniuk (26 mei 1957)
- Ruslana Pysanka (17 november 1965)
- Taisia Povaliy (10 december 1965)
- Volodymyr Zelensky (25 januari 1978) - tevens president van Oekraïne

### Oekraïense Diaspora-acteurs
- Vira Kholodna (1893-1919)
- Gregory Hlady (4 december 1954)
- David Vadim (28 maart 1972)
- Eugene Hütz (6 september 1972)
- Oleg Prudius (27 april 1972)
- Vera Farmiga (6 augustus 1973)
- Milla Jovovich (17 december 1975)
- Katheryn Winnick (17 december 1977)
- Olga Kurylenko (14 november 1979)
- Mila Kunis (14 augustus 1983)

Acteurs met ouders of grootouders die uit Oekraïne geëmigreerd zijn; Serge Gainsbourg, Leonard Nimoy, Vira Farmiga en Taissa Farmiga, Steven Spielberg, Dustin Hoffman, Sylvester Stallone, Kirk Douglas, Leonardo DiCaprio, Winona Ryder, Whoopi Goldberg, Edward Dmytryk, Lenny Kravitz en Zoë Kravitz, illusionist David Copperfield, animator Bill Tytla.

## Regisseurs

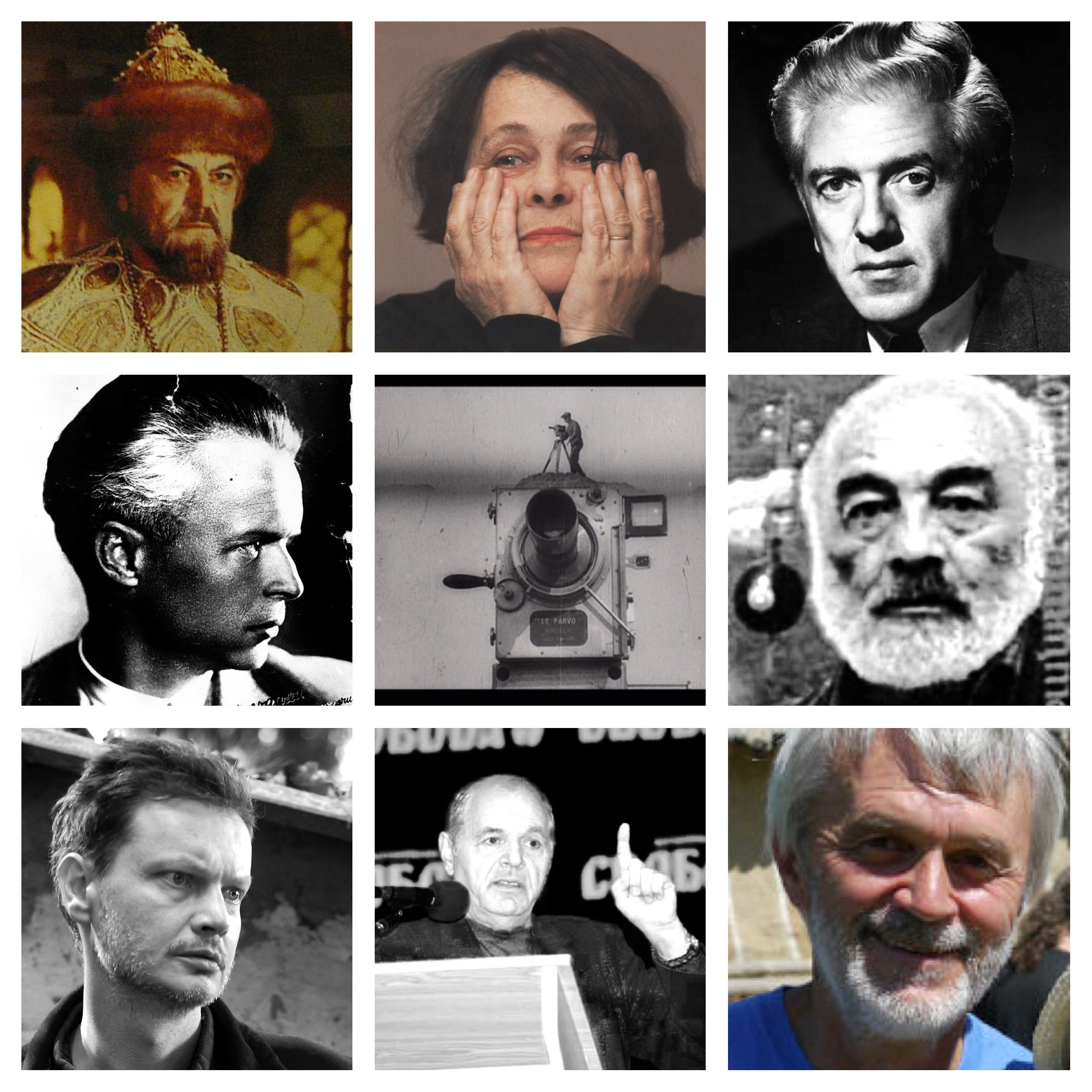
Serhiy Bondarchuk, Kira Muratova, Anatole Litvak, Alexander Dovzhenko, Dziga Vertov, Sergei Parajanov, Ihor Podolchak, Yuriy Illienko, Mykhailo Illienko

### Oekraïense regisseurs
- Oleksandr Dovzjenko ( 11 september 1894 - 25 november 1956)
- Viktor Ivchenko (4 november 1912 - 6 november 1972)
- Mykola Mashchenko (2 januari 1929 - 2 mei 2013)
- Vadym Illienko (3 juli 1932 - 8 mei 2015)
- Yuriy Illienko (16 juli 1936 - 15 juni 2010)
- Leonid Osyka (8 maart 1940 - 16 september 2001)
- Mykhailo Illienko (29 juni 1947)
- Andriy Donchyk (11 september 1961)
- Ihor Podolchak (9 april 1962)
- Myroslav Slaboshpytskyi (17 oktober 1974)
- Vyacheslav Krishtofovich (26 oktober 1947)
- Sergiy Masloboyschikov (1957)
- Maryna Vroda (22 februari 1982)

### Regisseurs van niet-Oekraïense afkomst
- Dziga Vertov (2 januari 1896 - 12 februari 1954)
- Anatole Litvak (10 mei 1902 - 15 december 1974)
- Sergei Bondarchuk (25 september 1920 - 20 oktober 1994)
- Grigori Chukhrai (23 mei 1921 - 28 oktober 2001)
- Sergei Parajanov (9 januari 1924 - 20 juli 1990)
- Leonid Bykov (12 december 1928 - 11 april 1979)
- Kira Muratova (5 november 1934)
- Larisa Shepitko (6 januari 1938 - 2 juni 1979)
- Roman Balayan (15 april 1941)
- Sergej Loznitsa (5 september 1964)